# B1 (Zypern)
Die B1 ist eine Hauptstraße erster Ordnung in Zypern. Sie verbindet die Hauptstadt Nikosia mit der Küstenstadt Limassol im Süden der Insel auf einer Strecke von 80 km.

## Verlauf
Die B1 beginnt im Stadtgebiet von Nikosia knapp südlich der Grenze zu Nordzypern. Südlich der Stadt zweigt die Autobahn 1 ab, welche die überregionale Funktion der B1 ersetzt. Deshalb verläuft die Straße zum größten Teil parallel zur Autobahn und kreuzt diese mehrere Male.
Zunächst Richtung Süden verlaufend, durchquert die B1 die Orte Latsia, Dali, Nisou und Pera Chorio, kreuzt die A2 Richtung Larnaka und folgt der A1 weiter nach Süden. Nach der Überquerung der A5 bei Kofinou biegt die Straße in südwestliche Richtung ab, bis sie die Südküste etwa bei Governor's Beach erreicht. Von hier an folgt sie der Küste durch die Vororte Limassols und endet in Limassol auf Höhe des Hafen von Limassol.